# Kraloër heide

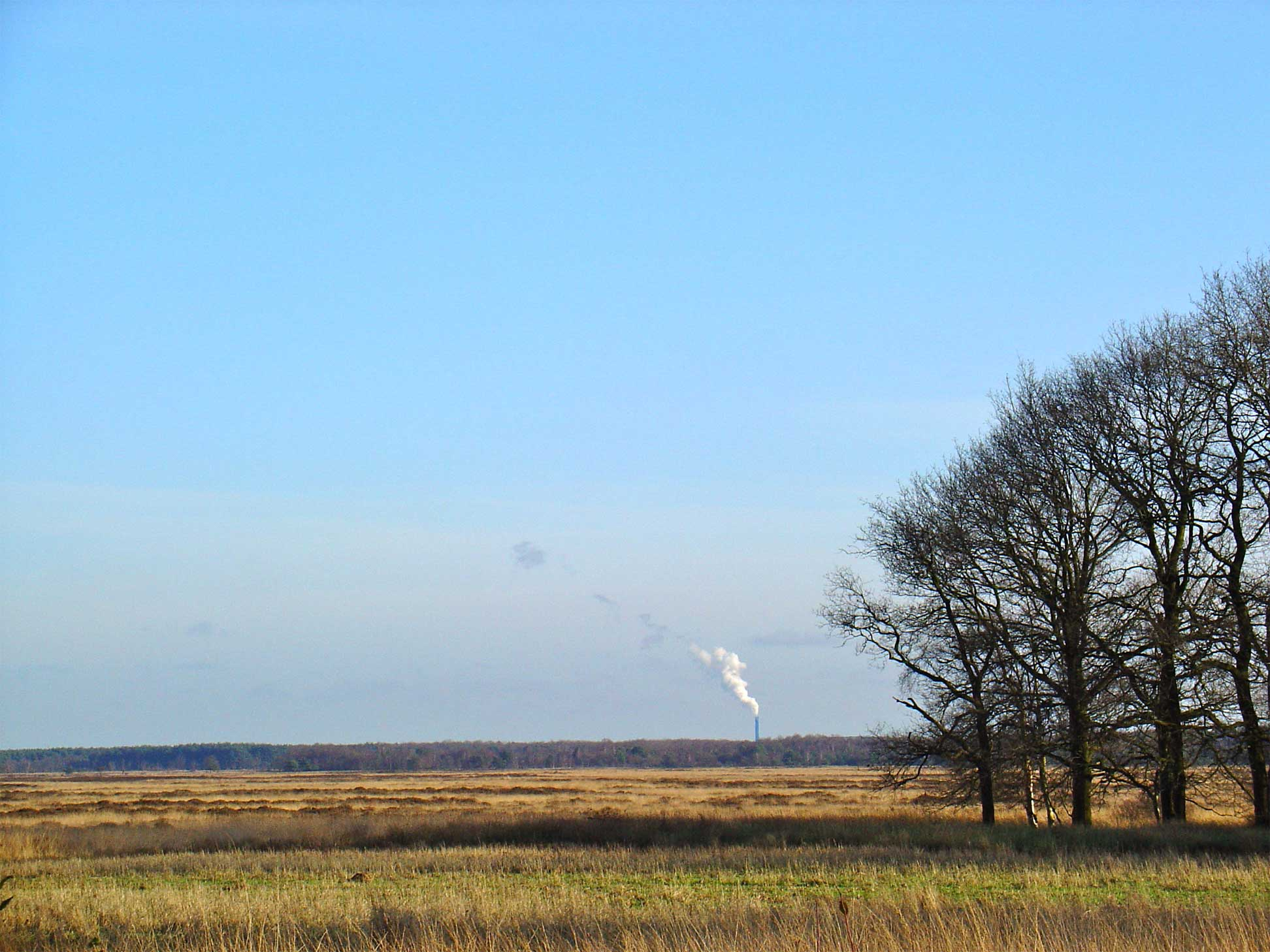
De Kraloër heide in het (Nationaal Park Dwingelderveld) met op de achtergrond de pijp van de VAM, hemelsbreed op circa 8 km afstand

De Kraloër heide vormt met de Benderse Heide en de Dwingeloosche Heide een aaneengesloten heidecomplex in het Nederlandse Nationaal Park Dwingelderveld. De Kraloër heide wordt beheerd door Staatsbosbeheer. De Dwingeloosche Heide en de Benderse Heide worden beheerd door Natuurmonumenten. Het gebied vormt het grootste vochtige heidegebied van West-Europa. Aan de noordzijde van het gebied ligt de Kraloërplas. In het noordoostelijk deel van de Kraloër heide ligt het hoogveengebied het Holtveen.
Het gebied wordt begraasd door de Ruiner schaapskudde. De schaapskooi staat aan de zuidwestrand van de Benderse Heide nabij de buurtschap Benderse.